# 雷公青冈
雷公青冈（学名：Cyclobalanopsis hui），也称胡氏栎，为壳斗科青冈属下的一个种。本种以胡先骕（1894-1968）姓氏命名为胡氏栎（Quercus hui），后更名为Cyclobalanopsis hui。现接受名为Quercus auricoma A.Camus， 1935。